# Necyla arabica
Necyla arabica is een insect uit de familie van de Mantispidae, die tot de orde netvleugeligen (Neuroptera) behoort. 
Necyla arabica is voor het eerst wetenschappelijk beschreven door Navás in 1914.